# Powiat Mizuma
Powiat Mizuma (jap. 三潴郡 Mizuma-gun) – powiat w Japonii, w prefekturze Fukuoka. W 2020 roku liczył 13 932 mieszkańców.

## Miejscowości
- Ōki

## Historia[2]

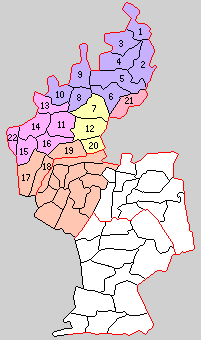
Powiat Mizuma (1–22 (1889 r.))

- Powiat został założony 1 listopada 1878 roku. Wraz z utworzeniem nowego systemu administracyjnego 1 kwietnia 1889 roku powiat Mizuma został podzielony na 1 miejscowość i 21 wiosek[3].
- 31 maja 1900 – wioska Jōjima zdobyła status miejscowości. (2 miejscowości, 20 wiosek)
- 1 października 1917 – wioska Torikai została włączona do miasta Kurume. (2 miejscowości, 19 wiosek)
- 1 stycznia 1937 – w wyniku połączenia wiosek Kumada i Hamatake powstała wioska Shōdai (昭代村). (2 miejscowości, 18 wiosek)
- 11 lutego 1939 – wioska Daizenji zdobyła status miejscowości. (3 miejscowości, 17 wiosek)
- 1 września 1949 – wioska Araki zdobyła status miejscowości. (4 miejscowości, 16 wiosek)
- 1 kwietnia 1953 – wioska Nishimuta (西牟田村) zdobyła status miejscowości. (5 miejscowości, 15 wiosek)
- 1 kwietnia 1954 – w wyniku połączenia miejscowości Ōkawa i wiosek 三又村, Kawaguchi, Ōnojima (大野島村), Taguchi i Kimuro powstało miasto Ōkawa. (4 miejscowości, 10 wiosek)
- 1 stycznia 1955: (5 miejscowości, 4 wioski)
  - w wyniku połączenia wiosek Ōmizo, Kisaki i 大莞村 powstała miejscowość Ōki.
  - wioski Shōdai i Kamachi zostały włączone do miasta Yanagawa
  - miejscowość Araki i wioska 安武村 połączyły się tworząc miejscowość Chikuhō.
- 1 lutego 1955 – miejscowość Jōjima powiększyła się o teren wiosek Egami i Aoki. (5 miejscowości,2 wioski)
- 10 marca 1955 – miejscowość Nishimuta została włączona w teren miasta Chikugo. (4 miejscowości,2 wioski)
- 20 lipca 1955 – wioska Mizuma połączyła się z wioską Inuzuka i zdobyła status miejscowości. (5 miejscowości)
- 1 grudnia 1955 – miejscowość Chikuhō powiększyła się o część wsi 下広川村 (z powiatu Yame).
- 30 września 1956 – miejscowość Daizenji została włączona w teren miejscowości Chikuhō. (4 miejscowości)
- 1 lutego 1967 – miejscowość Chikuhō została włączona w teren miasta Kurume. (3 miejscowości)
- 5 lutego 2005 – miejscowości Jōjima i Mizuma zostały włączone w teren miasta Kurume. (1 miejscowość)